# Adam’s Apple
Adam’s Apple – dziesiąty album studyjny amerykańskiego saksofonisty jazzowego Wayne’a Shortera, wydany po raz pierwszy w 1967 roku z numerem katalogowym BLP 4232 i BST 84232 nakładem Blue Note Records. W repertuarze płyty znalazł się m.in. utwór Footprints, który 8 miesięcy później został ponownie nagrany i trafił na album Miles Smiles Milesa Davisa. Jest to standard jazzowy i jedna z najbardziej znanych kompozycji Shortera.

## Powstanie
Materiał na płytę został zarejestrowany 3 (A1) i 24 lutego (A2-B3) 1966 roku przez Rudy’ego Van Geldera w należącym do niego studiu (Van Gelder Studio) w Englewood Cliffs w stanie New Jersey. Produkcją albumu zajął się Alfred Lion.

## Lista utworów
Opracowano na podstawie materiału źródłowego.
Wydanie LP
Strona A
| Nr | Tytuł utworu                       | Muzyka        | Długość |
| -- | ---------------------------------- | ------------- | ------- |
| 1. | „Adam’s Apple”                     | Wayne Shorter | 6:50    |
| 2. | „502 Blues (Drinkin’ and Drivin’)” | Jimmy Rowles  | 6:35    |
| 3. | „El Gaucho”                        | Shorter       | 6:32    |
|    |                                    |               | 19:57   |

Strona B
| Nr | Tytuł utworu        | Muzyka  | Długość |
| -- | ------------------- | ------- | ------- |
| 1. | „Footprints”        | Shorter | 7:30    |
| 2. | „Teru”              | Shorter | 6:13    |
| 3. | „Chief Crazy Horse” | Shorter | 7:37    |
|    |                     |         | 21:20   |

Utwór dodatkowy na CD
| Nr | Tytuł utworu    | Muzyka         | Długość |
| -- | --------------- | -------------- | ------- |
| 1. | „The Collector” | Herbie Hancock | 6:55    |
|    |                 |                | 6:55    |

## Twórcy
Opracowano na podstawie materiału źródłowego.
Muzycy:
- Wayne Shorter – saksofon tenorowy
- Herbie Hancock – fortepian
- Reggie Workman – kontrabas
- Joe Chambers – perkusja

Produkcja:
- Alfred Lion – produkcja muzyczna
- Rudy Van Gelder – inżynieria dźwięku
- Reid Miles – projekt okładki
- Francis Wolff – fotografia na okładce
- Don Heckman – liner notes
- Michael Cuscuna – produkcja muzyczna (reedycja na CD)